# Зелёная Роща (Щигровский район)
Зелёная Ро́ща — село в Щигровском районе Курской области у истока реки Рать. Входит в состав сельского поселения Охочевский сельсовет.

## История
В 1966 г. указом президиума ВС РСФСР поселок Охочевского птицеводческого совхоза переименован в Зелёная Роща.

## Население
| 2002 | 2010 |
| ---- | ---- |
| 601  | ↘553 |

## Транспорт
Посёлок расположен примерно в 2 км от автодороги «Курск — Щигры — Касторное», с которой соединён дорогой с твёрдым покрытием. Осуществляется автобусное сообщение «Щигры — Зелёная роща».

## Культурные и детские учреждения
В посёлке имеется дом культуры, библиотека, детский сад, детский оздоровительный лагерь им. В. Терещенко.

## Известные жители
Остроухова Антонина Владимировна - Герой Социалистического Труда

## Достопримечательности
Достопримечательностью посёлка является «Ракета» — сооружение из металлоконструкций, напоминающее монумент «Покорителям космоса». Она была построена в 1969 году по инициативе директора птицеводческого совхоза «Охочевский» Павла Ивановича Остроухова (вероятно, заимствовавшего идею у московского монумента, открытого у станции метро «ВДНХ» 4 октября 1964 года).
Основание «Ракеты», символизирующее реактивную струю, было собрано из водопроводных труб, стабилизаторы ракеты вырезаны из листов железа, а фюзеляж сварен из металлических бочек. На борту ракеты было прорезано слово «СССР». В ночное время включалась иллюминация (в настоящее время утрачена).
«Ракета» расположена в парке, разбитом вблизи центральной площади посёлка.